# Le tableau volé
Le tableau volé (franz. für „Das gestohlene Gemälde“) ist eine Tragikomödie von Pascal Bonitzer. In dem Film spielt Alex Lutz einen Auktionator, der eines Tages die Information erhält, in Mülhausen sei ein verschollenes Gemälde von Egon Schiele gefunden worden, dessen Echtheit er überprüfen soll. Der Film feierte Anfang März 2024 beim Luxembourg City Film Festival seine Premiere und kam am 1. Mai 2024 in die französischen Kinos.

## Handlung
André Masson ist als Auktionator des berühmten Auktionshauses „Scottie’s“ tätig. Eines Tages erhält er von Maître Suzanne Egerman die Information, einer ihrer Klienten, ein einfacher Arbeiter namens Martin Keller, würde ein Gemälde des österreichischen Malers Egon Schiele besitzen. André begibt sich zu Keller, der in der Nähe von Mülhausen lebt, um die Echtheit des verschollenen Gemäldes zu überprüfen. Seine Praktikantin Aurore und seine Ex-Frau und jetzige Kollegin Bertina begleiten ihn.

## Produktion

### Regie und Drehbuch
Regie führte Pascal Bonitzer, der gemeinsam mit Iliana Lolic auch das Drehbuch schrieb. Le tableau volé ist Bonitzers neunter Spielfilm als Regisseur. Das Drehbuch basiert auf einer realen Geschichte. Im Jahr 2005 tauchten die seit mehr als 60 Jahren verschollenen „Sonnenblumen“ von Egon Schiele wieder auf, eines der nur sehr wenigen Stillleben, die der Österreicher malte. Bis dahin war man davon ausgegangen, das Werk sei von den Nationalsozialisten zerstört worden. Gefunden wurde das Gemälde im Haus eines Arbeiters in Mülhausen. Wenige Monate später wurde das Gemälde für rund 17 Millionen Euro in London versteigert. Der Erlös kam den Erben des im Zweiten Krieg beraubten, früheren jüdischen Besitzers zu, die dem Finder aus Dankbarkeit 10 Prozent der Summe abgaben.

### Besetzung und Dreharbeiten
Alex Lutz spielt den Auktionator André Masson und Léa Drucker seine Ex-Frau und jetzige Kollegin Bertina. Arcadi Radeff, der zuvor in Filmen wie Passages von Ira Sachs und Pendant ce temps sur Terre von Jérémy Clapin mitwirkte, spielt Martin Keller, der in seinem Haus Schieles Gemälde gefunden hat, und Laurence Côte dessen Mutter, mit der er zusammenlebt. Nora Hamzawi spielt Kellers Anwältin Suzanne Egerman. Louise Chevillotte ist in der Rolle von Massons Praktikantin Aurore zu sehen.
Die Aufnahmen entstanden unter anderem im Hôtel Drouot, einem Auktionshaus in Paris, und in dem ehemaligen Wohnhaus von Claude Nougaro. Als Kameramann fungierte Pierre Milon.

### Filmmusik und Veröffentlichung
Die Filmmusik steuerte der russische Komponist und Geiger Alexei Aigui bei, der in der Vergangenheit für mehrere Filme von Raoul Peck arbeitete und bereits für Bonitzers Filmdrama Zwischen allen Stühlen tätig war.
Die Premiere erfolgte am 7. März 2024 beim Luxembourg City Film Festival. Im April 2024 wurde der Film beim Miami Film Festival gezeigt. Am 1. Mai 2024 kam Le tableau volé in die französischen Kinos.